# Vale alimentação e refeição

## O Mercado de vale alimentação e refeição no Brasil
Antes de iniciar falando sobre o Mercado de Vale Alimentação e refeição no Brasil, temos que referenciar o PAT (Programa de Alimentação do Trabalhador), que é regulado pelo Ministério do Trabalho.
É ele que é o que regulamenta a oferta de benefícios alimentícios, com o proposito de incentivar a oferta de alimentação balanceada ou valor no cartão de alimentação e refeição para os colaboradores, prioritariamente os de baixa renda.
Os principais objetivos do PAT, segundo o MTE:
- Melhoria da capacidade e da resistência física dos trabalhadores;
- Redução da incidência e da mortalidade de doenças relacionadas a hábitos alimentares;
- Maior integração entre trabalhadores e empresa, com a consequente redução das faltas e da rotatividade;
- Aumento na produtividade e na qualidade dos serviços;
- Promoção de educação alimentar e nutricional, e divulgação de conceitos relacionados a modos de vida saudável;
- Fortalecimento das redes locais de produção, abastecimento e processamento de alimentos.

Atualmente as empresas não são obrigadas a aderir ao PAT, porém elas ao se inscrever elas se tornam aptas a oportunidade de cobrar estes 20% e o incentivo fiscal de desconto de até 4% do imposto de renda, isso no caso de empresas que têm tributação por Lucro Real.
Os optantes pelo Simples Nacional possuem isenção de encargos sociais, mas não podem desfrutar do desconto mencionado por não se enquadrarem no modelo de tributação.

### Quais as formas de operacionalização do PAT?
Embora os cartões de VA e VR sejam as soluções mais populares, ainda há outras opções de benefícios alimentícios. O PAT entende que cada empregador pode escolher a melhor forma de fornecer a alimentação, dentre as opções:
Refeição pronta no refeitório, que deve corresponder ao cardápio exigido pelo PAT (vide Portaria SIT/DSST nº 3 de 2002);
Cesta de alimentos, também chamada de “cesta básica”;
Tíquetes, vales, cupons, cheques ou meios eletrônicos de pagamento.
Além destas, outra solução de benefícios alimentícios que vem ganhando popularidade são os cartões de benefícios flexíveis. Este tipo de serviço se encaixa no último tópico de benefício alimentício.

### Mudança da operacionalização:
No início da operacionalização do PAT, era comum ver tiquetes em papel, similar aos cheques. As gerações passadas usavam esses "tiquetes" para realização das compras, porém o processo de controle era complexo e foi aí que entraram os cartões de benefícios.
Atualmente temos dois ecossistemas de fornecedores de Vale alimentação e refeição, que se divide em Arranjo aberto e arranjo fechado.

##### Empresas fornecedoras de vale alimentação e refeição de arranjo fechado
- Alelo
- Ticket
- Sodexo (pluxee)
- VR

##### Empresas fornecedoras de vale alimentação e refeição de arranjo aberto
- Caju Benefícios
- Eva Benefícios
- Flash Benefícios
- Ifood Benefícios

#### Diferença entre arranjo aberto e arranjo fechado no mercado de vale alimentação e refeição

##### Arranjo fechado
A empresa que emite o cartão se responsabiliza pelo credenciamento de estabelecimentos e pela definição da bandeira do cartão.
Com isso, a rede é mais limitada, o cartão só pode ser usado em estabelecimentos que possuem convênio com a empresa emissora do cartão. O que traz mais dificuldade o uso do benefício para o trabalhador.

##### Arranjo Aberto
A emissão do cartão e o credenciamento dos estabelecimentos são feitas por instituições diferentes. Neste caso, o cartão pode ser utilizado em qualquer estabelecimento que aceite a bandeira do cartão (exemplo: Visa e Mastercard), oferecendo mais opções de uso para o trabalhador. Permite ao trabalhador escolher onde usar o benefício, seguindo toda regulamentação do PAT, com mais liberdade de escolha e facilidade de uso. O arranjo aberto proporciona maior conveniência ao trabalhador.